# Søren Peder Lauritz Sørensen

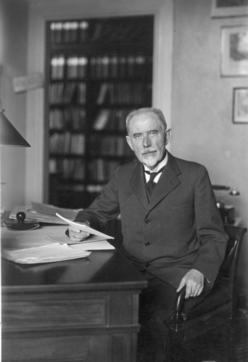
Søren Sørensen

Søren Peder Lauritz Sørensen (ur. 9 stycznia 1868 w Havrebjergu, zm. 13 lutego 1939) – duński biochemik i fizykochemik, członek Królewskiej Duńskiej Akademii Nauk.
Ukończył studia na Uniwersytecie Kopenhaskim. Prowadził badania aminokwasów i białek, mieszanin buforowych, stężenia jonów wodorowych. W 1909 wprowadził pojęcie pH.